# Сандра Нор'єга
Сандра Америка Нор'єга Урісар де Куглер (пол. Sandra América Noriega Urízar de Kugler) — гватемальський дипломат. Надзвичайний і Повноважний Посол Республіки Гватемала в Польщі (з 2024) та в Україні (з 2025) за сумісництвом.

## Життєпис
Працювала заступником представника Відділення ООН у Відні (до 2015 року), міністром-посланником у посольстві Гватемали в Австрії, а потім генеральним директором із двосторонніх відносин у Міністерстві закордонних справ (2015-2016). 
Вона була послом у Венесуелі (2016-2018), тимчасово повіреним у справах у Гондурасі (2018-2020) і послом у Коста-Ріці (2020-2024).
З 2024 року Назвичайний і Повноважний Посол Гватемали в Польщі. 2 вересня 2024 року вручила вірчі грамоти Президенту Польщі Анджею Дуді. 
24 березня 2025 року вручила копії вірчих грамот заступниці міністра закордонних справ України Мар'яні Беці.